# Inundaciones en el Sudoeste de China de 2013

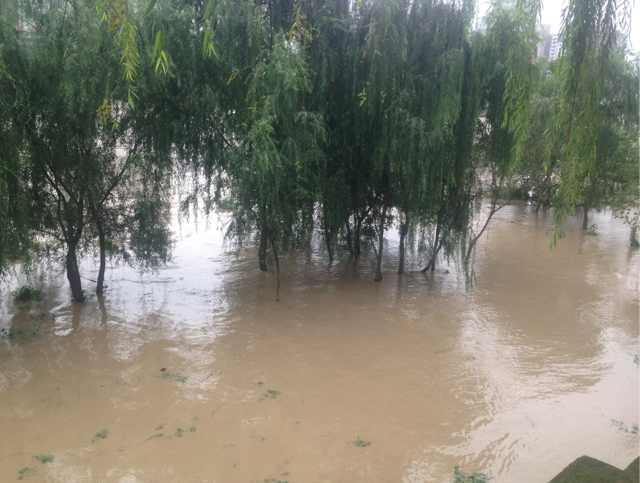
Inundaciones en Mianyang, Sichuan

A principios de julio de 2013, gran parte del suroeste de China experimentaron fuertes lluvias que provocó inundaciones generalizadas. Sichuan fue la más afectada. Al menos 73 personas murieron como consecuencia de las inundaciones, con 180 personas desaparecidas. Se estima que unas 6 millones de vidas fueron interrumpidas por las inundaciones.

## Inundaciones y daños
A partir del fin de semana del 6-7 de julio de 2013, China experimentó fuertes lluvias que afectó a 20 provincias y perturbó la vida de aproximadamente 6 millones de personas. El suroeste fue el más afectado, experimentando lo que se describió como las lluvias más fuertes en 50 años. En Dujiangyan, Sichuan 37 pulgadas (94 cm) de lluvia cayeron el 8-9 de julio las lluvias más fuertes desde que comenzaron los registros en 1954. La precipitación provocó inundaciones que destruyeron puentes y casas, así como un memorial para las víctimas del terremoto de Sichuan de 2008. La lluvia también provocó varios deslizamientos de tierra que sepultaron a decenas de personas.
Las regiones montañosas de Sichuan sufrieron los mayores daños. Qushan, la antigua capital del condado de Beichuan, que estaba deshabitada desde el terremoto de 2008, quedó sumergida bajo 23 pies (7,0 m) de agua. El lugar del terremoto se había elegido para instalar en él un monumento a las víctimas del terremoto y un Museo del Terremoto de Beichuan. El 9 de julio, un puente sobre el río Tongkou falló, provocando que seis coches cayeran a las aguas turbulentas. Como resultado de ello, al menos doce personas desaparecieron y se presume estén muertas. El puente había vuelto a entrar en servicio tan sólo unos pocos días antes, después de haberse sido reparado por los daños causados por el terremoto. Las inundaciones alcanzaron los 6.600 metros cúbicos por segundo (230.000 pies cúbicos/s), el caudal más alto registrado desde que comenzaron los registros en 1954. Otros dos puentes se derrumbaron en Sichuan sin que se reportasen heridos.
En la ciudad de Dujiangyan, Sichuan un deslizamiento de tierra sepultó 11 viviendas y numerosas casas de vacaciones el 10 de julio. Al menos 18 personas fueron muertas por el deslizamiento de tierra que cubría 2 kilómetros cuadrados (0,77 millas cuadradas), y 117 estaban desaparecidas desde principios del 11 de julio. Las líneas telefónicas fueron cortadas, por lo que los sobrevivientes tuvieron que ir de excursión a las oficinas gubernamentales cercanas en busca de ayuda. Más tarde, el 10 de julio, los deslizamientos de tierra adicionales atraparon aproximadamente 2.000 personas en un túnel entre Dujiangyan y Wenchuan. Todos fueron rescatados por la tarde. En Aba, tres personas murieron y otras 12 desaparecieron después de un deslizamiento de tierra en la zona.
Al otro lado de Sichuan más de 220.000 personas fueron evacuadas debido a las tormentas y cerca de 300 casas fueron destruidas por las inundaciones. A partir del 11 de julio había 31 muertes confirmadas en Sichuan y 166 personas desaparecidas.